# Раудкембингур
Раудкембингур (исландск. Raud — красный, kembingur или kembir — гребень) или Раудграни или Раудкинни — таинственное существо, будто бы обитающее в прибрежных водах Исландии, самая дикая и кровожадная разновидность «злых китов».

## Описание
Раудкембингур выглядит как кит, но по размерам он значительно меньше остальных исландских китов. На голове и спине находится гребень красного цвета. Гребень дал киту название «Раудкембингур» или «Раудкембир», переводящееся как «красный гребень». Гребень может представлять собой ряд шипов или плавников, конскую гриву или даже щупальца. Длина гребня варьируется но Джон Гудмундссон ограничил её шеей. Тело с верхней стороны окрашено в кофейный цвет, с нижней — в розовый. Морда и щёки могут быть окрашены в такой же ярко-красный цвет, как и грива. Отсюда названия Раудкинни или Раудкиннунг (краснощёкий) и Раудграни (красномордый). От пасти могут отходить красные полосы. Спинной плавник очень маленький или его вообще нет. Раудкембингур достигает в длину 20-40 локтей (15-20 метров)
Раудкембингур быстрый и манёвренный, издаёт гулкие звуки. Из-за этих характеристик, а также из-за красной гривы его путают с хросшвалуром. Однако, хросшвалур имеет волосатый рыжий хвост и огромные глаза.
Люди настолько ненавистны раудкембингуру, что он может преследовать судно в течение двух недель, пока не уничтожит экипаж. Если раудкембингур упустит жертву, то в течение того же дня должен найти новую и не упустить, иначе он погибнет от досады. Раудкембингур обладает такой жаждой разрушений, какую не могут насытить восемнадцать лодок подряд. Чтобы топить суда, раудкембингур выпрыгивает из воды и ударяется в борт, или же таранит днище под водой, словно торпеда.
Раудкембингур разбирается в магии разрушений.

## Съедобность
Раудкембингур не может быть съеден, так как испаряется во время кипячения. Впрочем ни один из «злых китов» ни разу не был съеден людьми.